# Richard Zedník
Richard Zedník (* 6. ledna 1976, Banská Bystrica) je bývalý slovenský hokejový útočník a trenér.

## Hráčská kariéra
Slovenské pravé křídlo draftoval v roce 1994 z prvoligové Iskry Banská Bystrica tým Washington Capitals. V Americe odehrál tři sezóny v nižších soutěžích a v NHL se objevil jen jednou v dresu Washingtonu v sezóně 1995-96 a jedenáctkrát v sezóně následující. Od sezóny 1997–98 se stal vedle slovenské legendy Petera Bondry stabilním hráčem Capitals, tehdy jeho tým postoupil až do finále Stanley Cupu proti Detroitu Red Wings.
V sezóně 2000–01 přestoupil do týmu Montreal Canadiens. V době stávky NHL v sezóně 2004–05 hrál za HKm Zvolen, který postoupil až do finále extraligy.
Často reprezentuje. Na olympiádu v Naganu sice dorazil, ale slovenský tým nepostoupil do hlavního turnaje a v předkole posily z NHL nemohly nastoupit, a tak neodehrál ani jeden zápas. Má ale bronz z mistrovství světa v ledním hokeji 2003, startoval také na MS v letech 2001 a 2005 a na světových pohárech v letech 1996 a 2004.
Po zranění bruslí od Olli Jokinena 10. února 2008 měl rozřízlý krk a krční tepnu.

## Prvenství

### NHL
- Debut - 13. dubna 1996 (Washington Capitals proti Buffalo Sabres)
- První gól - 5. října 1996 (Washington Capitals proti Chicago Blackhawks, kanadskému brankáři Ed Belfour)
- První asistence - 12. října 1996 (Washington Capitals proti Los Angeles Kings)
- První hattrick - 31. října 2000 (Washington Capitals proti Detroit Red Wings)

### KHL
- Debut - 10. září 2009 (Ak Bars Kazaň proti Lokomotiv Jaroslavl)
- První asistence - 12. září 2009 (CHK Neftěchimik Nižněkamsk proti Lokomotiv Jaroslavl)
- První gól - 14. září 2009 (HC Lada Togliatti proti Lokomotiv Jaroslavl, ruskému brankáři Vasilij Košečkin)

## Klubová statistika

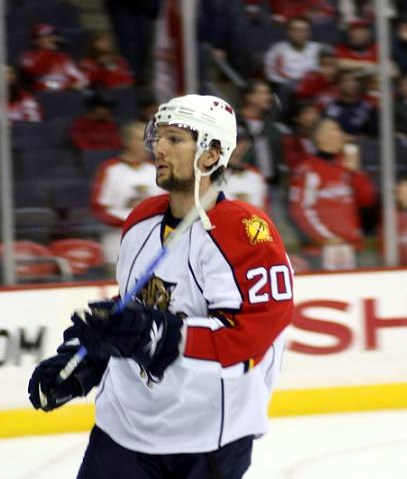
Richard Zedník v dresu Florida Panthers

| Sezóna       | Klub                  | Soutěž       |     | Základní část | Základní část | Základní část | Základní část | Základní část |    | Play off | Play off | Play off | Play off | Play off |
| Sezóna       | Klub                  | Soutěž       | Z   | G             | A             | B             | TM            | Z             | G  | A        | B        | TM       |          |          |
| 1993/1994    | Iskra Banská Bystrica | 1.SHL        | 25  | 3             | 6             | 9             | —             | —             | —  | —        | —        | —        |          |          |
| 1994/1995    | Portland Winter Hawks | WHL          | 65  | 35            | 51            | 86            | 89            | 9             | 5  | 5        | 10       | 20       |          |          |
| 1995/1996    | Portland Winter Hawks | WHL          | 61  | 44            | 37            | 81            | 154           | 7             | 8  | 4        | 12       | 23       |          |          |
| 1995/1996    | Portland Pirates      | AHL          | 1   | 1             | 1             | 2             | 0             | 21            | 4  | 5        | 9        | 26       |          |          |
| 1995/1996    | Washington Capitals   | NHL          | 1   | 0             | 0             | 0             | 0             | —             | —  | —        | —        | —        |          |          |
| 1996/1997    | Portland Pirates      | AHL          | 56  | 15            | 20            | 35            | 70            | 5             | 1  | 0        | 1        | 6        |          |          |
| 1996/1997    | Washington Capitals   | NHL          | 11  | 2             | 1             | 3             | 4             | —             | —  | —        | —        | —        |          |          |
| 1997/1998    | Washington Capitals   | NHL          | 65  | 17            | 9             | 26            | 28            | 17            | 7  | 3        | 10       | 16       |          |          |
| 1998/1999    | Washington Capitals   | NHL          | 49  | 9             | 8             | 17            | 50            | —             | —  | —        | —        | —        |          |          |
| 1999/2000    | Washington Capitals   | NHL          | 69  | 19            | 16            | 35            | 54            | 5             | 0  | 0        | 0        | 0        |          |          |
| 2000/2001    | Washington Capitals   | NHL          | 62  | 16            | 19            | 35            | 61            | —             | —  | —        | —        | —        |          |          |
| 2000/2001    | Montreal Canadiens    | NHL          | 12  | 3             | 6             | 9             | 10            | —             | —  | —        | —        | —        |          |          |
| 2001/2002    | Montreal Canadiens    | NHL          | 82  | 22            | 22            | 44            | 59            | 4             | 4  | 4        | 8        | 6        |          |          |
| 2002/2003    | Montreal Canadiens    | NHL          | 80  | 31            | 19            | 50            | 79            | —             | —  | —        | —        | —        |          |          |
| 2003/2004    | Montreal Canadiens    | NHL          | 81  | 26            | 24            | 50            | 63            | 11            | 3  | 3        | 6        | 2        |          |          |
| 2004/2005    | HKm Zvolen            | SHL          | 36  | 15            | 19            | 34            | 56            | 17            | 9  | 10       | 19       | 12       |          |          |
| 2005/2006    | Montreal Canadiens    | NHL          | 67  | 16            | 14            | 30            | 48            | 6             | 2  | 0        | 2        | 4        |          |          |
| 2006/2007    | Washington Capitals   | NHL          | 32  | 6             | 12            | 18            | 16            | —             | —  | —        | —        | —        |          |          |
| 2006/2007    | New York Islanders    | NHL          | 10  | 1             | 2             | 3             | 2             | 5             | 0  | 0        | 0        | 8        |          |          |
| 2007/2008    | Florida Panthers      | NHL          | 54  | 15            | 11            | 26            | 43            | —             | —  | —        | —        | —        |          |          |
| 2008/2009    | Florida Panthers      | NHL          | 70  | 17            | 16            | 33            | 46            | —             | —  | —        | —        | —        |          |          |
| 2009/2010    | Lokomotiv Jaroslavl   | KHL          | 37  | 6             | 12            | 18            | 56            | 17            | 3  | 5        | 8        | 22       |          |          |
| 2010/2011    | HC 05 Banská Bystrica | SHL          | 2   | 0             | 0             | 0             | 0             | —             | —  | —        | —        | —        |          |          |
| 2010/2011    | AIK Ishockey          | SEL          | 18  | 2             | 3             | 5             | 12            | 3             | 1  | 1        | 2        | 0        |          |          |
| celkem v NHL | celkem v NHL          | celkem v NHL | 745 | 200           | 179           | 379           | 563           | 48            | 16 | 10       | 26       | 41       |          |          |

## Reprezentace
| Rok                       | Tým                       | Soutěž                    | Z  | G  | A  | B  | TM |
| ------------------------- | ------------------------- | ------------------------- | -- | -- | -- | -- | -- |
| 1993                      | Slovensko 18              | MEJ-18                    | 4  | 8  | 2  | 10 | 6  |
| 1994                      | Slovensko 18              | MEJ-18                    | 6  | 8  | 12 | 20 | 10 |
| 1996                      | Slovensko 20              | MSJ                       | 6  | 5  | 2  | 7  | 10 |
| 1996                      | Slovensko                 | SP                        | 3  | 0  | 0  | 0  | 0  |
| 2001                      | Slovensko                 | MS                        | 7  | 2  | 2  | 4  | 14 |
| 2003                      | Slovensko                 | MS                        | 9  | 5  | 3  | 8  | 6  |
| 2004                      | Slovensko                 | SP                        | 3  | 0  | 0  | 0  | 0  |
| 2005                      | Slovensko                 | MS                        | 7  | 1  | 1  | 2  | 10 |
| 2006                      | Slovensko                 | OH                        | 6  | 1  | 0  | 1  | 12 |
| 2010                      | Slovensko                 | OH                        | 7  | 2  | 4  | 6  | 6  |
| 2011                      | Slovensko                 | MS                        | 6  | 1  | 1  | 2  | 2  |
| Seniorská kariéra celkově | Seniorská kariéra celkově | Seniorská kariéra celkově | 48 | 12 | 11 | 23 | 50 |